# Schacholympiade 2012

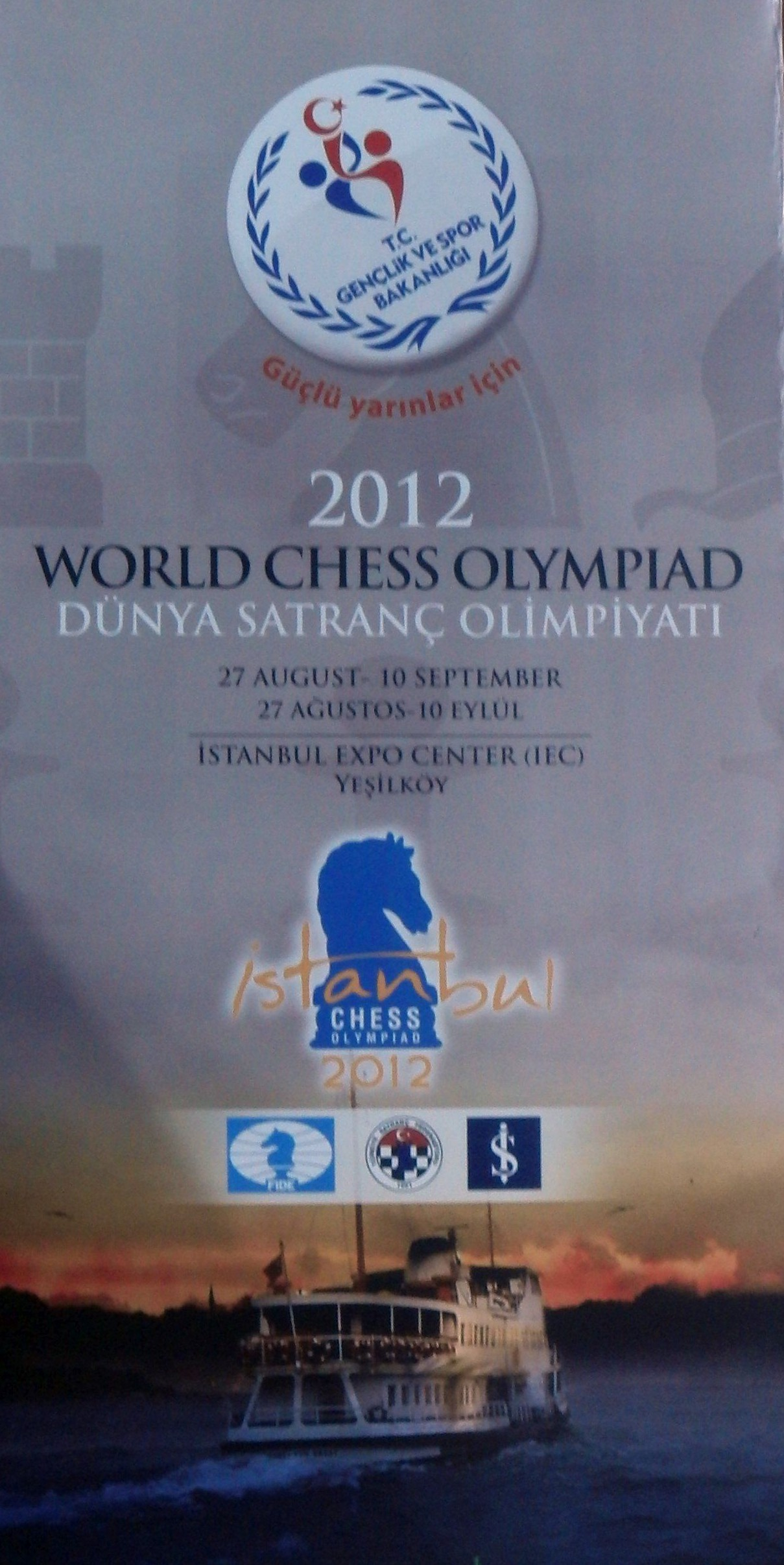
Plakat der Schacholympiade 2012

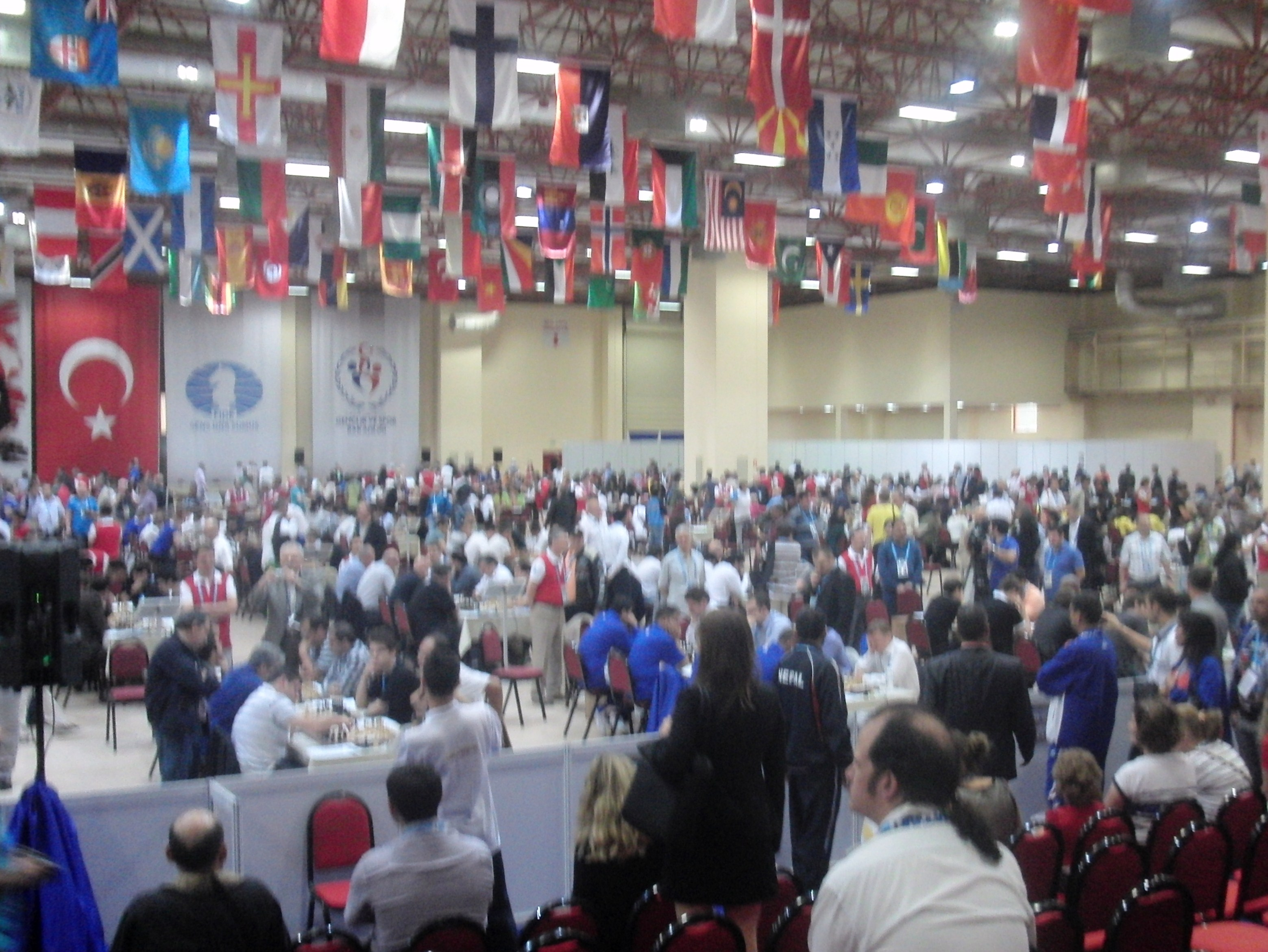
Spielhalle der Schacholympiade 2012

Die Schacholympiade 2012 war ein Mannschaftsturnier im Schach, das vom 27. August bis 10. September 2012 in Istanbul ausgetragen wurde.

## Vorgeschichte
Es handelte sich um die 40. Schacholympiade des Weltschachbundes FIDE. Zum zweiten Mal nach der Schacholympiade 2000 fand sie in der Türkei statt. Austragungsort war das Istanbul Expo Center auf der europäischen Seite Istanbuls. Gespielt wurden 11 Runden.
Die Entscheidung über den Austragungsort fiel beim 78. FIDE-Kongress während der 38. Schacholympiade November 2008 in Dresden. Mit 95 gegen 40 Stimmen gewann das Angebot der Türkei gegen das andere aus Montenegro (Budva).
Seit 2000 findet in der Türkei ein Schachboom statt. Es wurden seitdem mehr als 100 internationale Turniere veranstaltet, darunter Europameisterschaften, Jugendweltmeisterschaften und Schacholympiaden für Kinder. Die Zahl der Mitglieder des Schachverbandes wuchs in acht Jahren von 3000 auf über 250.000 an. Ali Nihat Yazıcı, Präsident des türkischen Schachverbandes, war aufgrund seiner Aktivitäten Auslöser des Booms. Yazıcı ist jetzt einer der Vizepräsidenten der FIDE.
Mehr als zwei Jahre nach der Entscheidung über den Austragungsort wurden einige Vorwürfe laut. Am 24. November 2010 veröffentlichte die New York Times einen großen Artikel über die Möglichkeit von Bestechungen.
Im Juni 2012 teilte Ali Nihat Yazıcı mit, dass keine Schiedsrichter aus Deutschland, England, Frankreich, Georgien, der Schweiz, der Ukraine und den USA bei der Olympiade eingesetzt würden, weil diese Länder dem Weltschachbund in den letzten Jahren durch juristische Auseinandersetzungen finanziellen Schaden zugefügt hätten. Die betroffenen Föderationen legten gegen den Ausschluss ihrer Schiedsrichter Protest ein.
Gemeldet waren 159 Mannschaften in der Offenen Sektion und 131 Mannschaften bei den Frauen. Erstmals nahmen Kuwait, die Malediven, Palau und Togo teil. Für das deutsche Team wurden Arkadij Naiditsch, Igor Khenkin, Daniel Fridman, Georg Meier und Jan Gustafsson in der Offenen Sektion und Elisabeth Pähtz, Marta Michna, Tatiana Melamed, Melanie Ohme und Elena Lewuschkina bei den Frauen nominiert.

## Ergebnisse

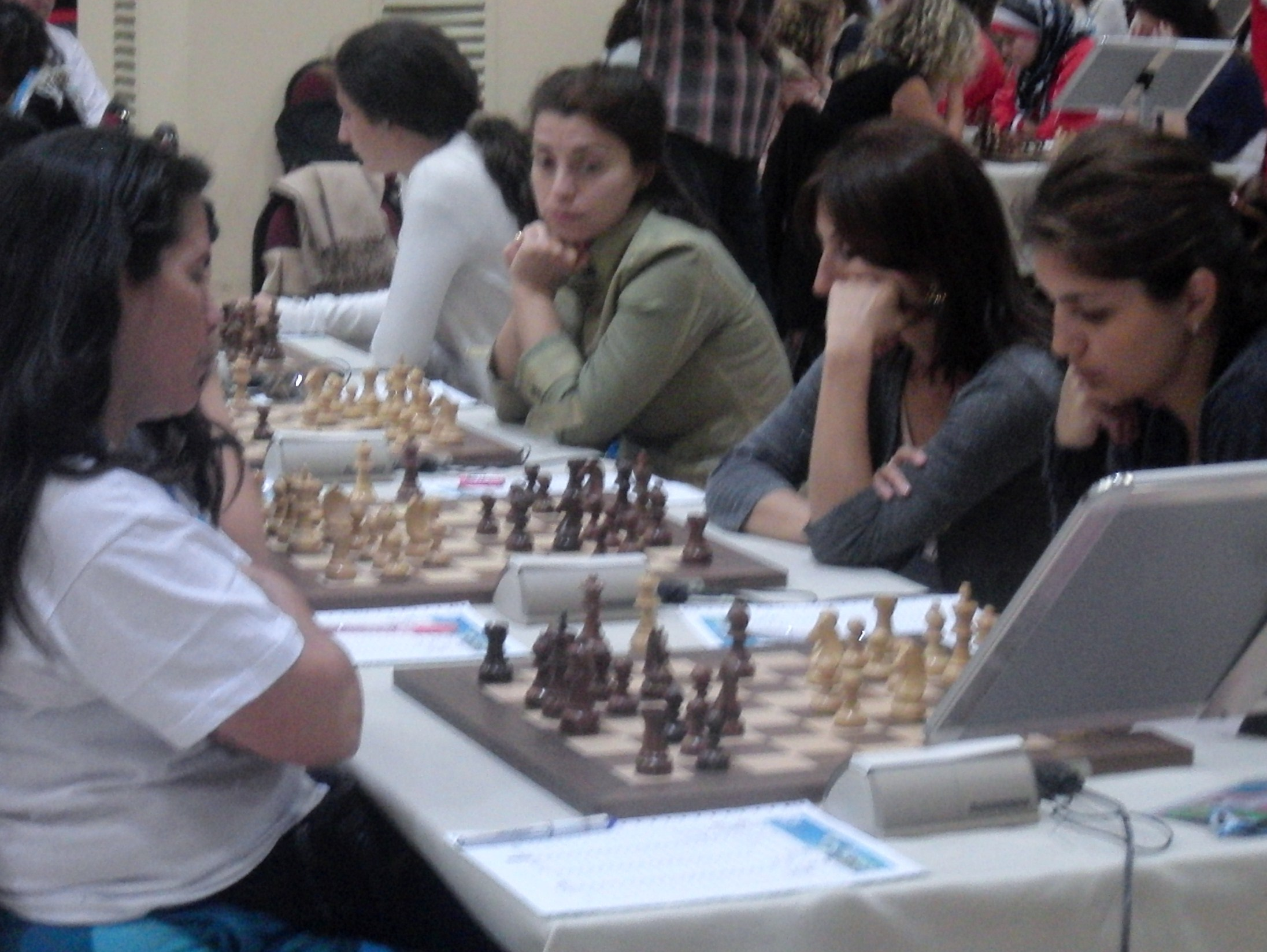
Bolivien – Russland, Runde 1

## Verlauf
Die Eröffnungszeremonie fand am Abend des 27. August 2012 im WOW Convention Center statt.
|   | a | b | c | d | e | f | g | h |   |
| 8 |   |   |   |   |   |   |   |   | 8 |
| 7 |   |   |   |   |   |   |   |   | 7 |
| 6 |   |   |   |   |   |   |   |   | 6 |
| 5 |   |   |   |   |   |   |   |   | 5 |
| 4 |   |   |   |   |   |   |   |   | 4 |
| 3 |   |   |   |   |   |   |   |   | 3 |
| 2 |   |   |   |   |   |   |   |   | 2 |
| 1 |   |   |   |   |   |   |   |   | 1 |
|   | a | b | c | d | e | f | g | h |   |

Nakamura gewann durch die Unterverwandlung 62. c8S+! (1:0 im 80. Zug [USA 2,5:1,5 RUS])
In der Offenen Sektion gewann nach spannendem Verlauf Armenien (Lewon Aronjan, Sergej Movsesjan, Wladimir Hakobjan, Gabriel Sarkissjan, Tigran L. Petrosjan) nach Wertung vor dem mannschaftspunktgleichen Team aus Russland (Wladimir Kramnik, Alexander Grischtschuk, Sergei Karjakin, Jewgeni Tomaschewski, Dmitri Jakowenko). Die Bronzemedaille ging an die Ukraine (Wassyl Iwantschuk, Ruslan Ponomarjow, Andrij Wolokitin, Pawel Eljanow, Oleksandr Mojissejenko). Die deutsche Mannschaft kam auf Platz 12, Österreich (Markus Ragger, Stefan Kindermann, Dawit Schengelia, Milan Novkovic, Martin Neubauer) auf Platz 41, die Schweiz (Yannick Pelletier, Joseph Gallagher, Oliver Kurmann, Richard Forster, Werner Hug) auf Platz 70 und Liechtenstein (Fabian Ferster, Mario Kobler, Marcel Mannhart, Kurt Muendle) auf Platz 122. Die Brettpreise gingen an Aronjan (Brett 1), David Navara (Brett 2), Şəhriyar Məmmədyarov (Brett 3, mit 2880 beste Elo-Performance aller Teilnehmer), Vladislav Tkachiev (Brett 4) und Jakowenko (Brett 5).
Bei den Frauen gewann Russland (Tatjana Kossinzewa, Walentina Gunina, Nadeschda Kossinzewa, Alexandra Kostenjuk, Natalja Pogonina) vor China (Hou Yifan, Zhao Xue, Ju Wenjun, Huang Qian, Ding Yixin) und der Ukraine (Kateryna Lahno, Marija Musytschuk, Natalja Schukowa, Anna Uschenina, Inna Janowska). Die deutsche Mannschaft erreichte Platz 11, Österreich (Julia Novkovic, Veronika Exler, Anna-Christina Kopinits, Anna-Lena Schnegg, Katharina Newrkla) Platz 37 und die Schweiz (Barbara Hund, Monika Seps, Gundula Heinatz, Camille De Seroux, Laura Stoeri) Platz 60. Brettsieger wurden Hou Yifan (Brett 1), Zhao Xue (Brett 2), N. Kossinzewa (Brett 3), Huang Qian (Brett 4) und Pogonina (Brett 5).
Den Gaprindaschwili-Cup für das beste kombinierte Ergebnis beider Wettbewerbe gewann Russland vor China und der Ukraine.
Insgesamt wurden bei der Schacholympiade 6148 Partien gespielt (2446 Weißsiege, 1590 Remis, 2050 Schwarzsiege und 62 kampflos entschiedene Partien).
Mit seiner 21. Teilnahme an einer Schacholympiade stellte der philippinische Großmeister Eugenio Torre einen Rekord auf. Torre kam auf 3,5 Punkte aus 7 Partien und konnte dabei Siege gegen Ferenc Berkes und Nigel Short verbuchen.
Die deutschen Sergej Salov und Annegret Mucha spielten für die Teams des International Chess Committee of the Deaf, Oliver Müller für die Mannschaft der International Braille Chess Association.
Dem russischen Journalisten Jewgeni Surow wurde von den Organisatoren die Akkreditierung versagt und er durfte auch als Zuschauer nicht die Halle betreten. Diese Einschränkung der Pressefreiheit wurde von der Russischen Schachföderation und über 40 Teilnehmern der Olympiade in offenen Briefen kritisiert.
Beim FIDE-Kongress wurde die Schacholympiade 2016 nach Baku vergeben.

## Nebenveranstaltungen
Während der Schacholympiade fand auch ein als World Youth Chess Olympiad bezeichneter Wettbewerb für Ländermannschaften der Altersklasse U16 statt. Es gewann Russland vor Iran und Indien. Mannschaften aus Deutschland, Österreich und der Schweiz waren nicht am Start.